# WIDE-Projekt
Das WIDE-Projekt (Widely Integrated Distributed Environment) ist ein 1988 von Professor Murai Jun an der Keiō-Universität initiiertes Forschungsprojekt zur Computervernetzung. Es wurde zu einem der Vorreiter des japanischen Internets. 
Seine Wurzeln lagen in der 1985 eingerichteten WIDE-Forschungsgruppe, deren Ziel die Vernetzung der Universität Tokio, des Tokyo Institute of Technology und der Keio-Universität war. Obwohl es in enger Beziehung zum JUNET stand und leicht damit verwechselt werden kann, waren die Organisationsstrukturen jedoch verschieden.
1994 wurde vom WIDE-Projekt NSPIXP1, der erste japanische Internet-Knoten (IX) in der Präfektur Tokio installiert. 1996 folgte der zweite, NSPIXP2, ebenfalls in Tokio, und 1997 NSPIXP3 in Osaka. Im April 2003 wurde NSPIXP2 durch den auf sechs Stationen verteilten Knoten dix-ie ersetzt.
Derzeit (2005) betreibt das WIDE-Projekt zum einen mit dem M-Root-Server, einem DNS-Root-Nameserver, und den erwähnten Knoten dix-ie und NSPIX3 einen wichtigen Teil der japanischen Internet-Infrastruktur, zum anderen führt es eine große Zahl damit zusammenhängender Forschungsprojekte durch.